# Barnarbete

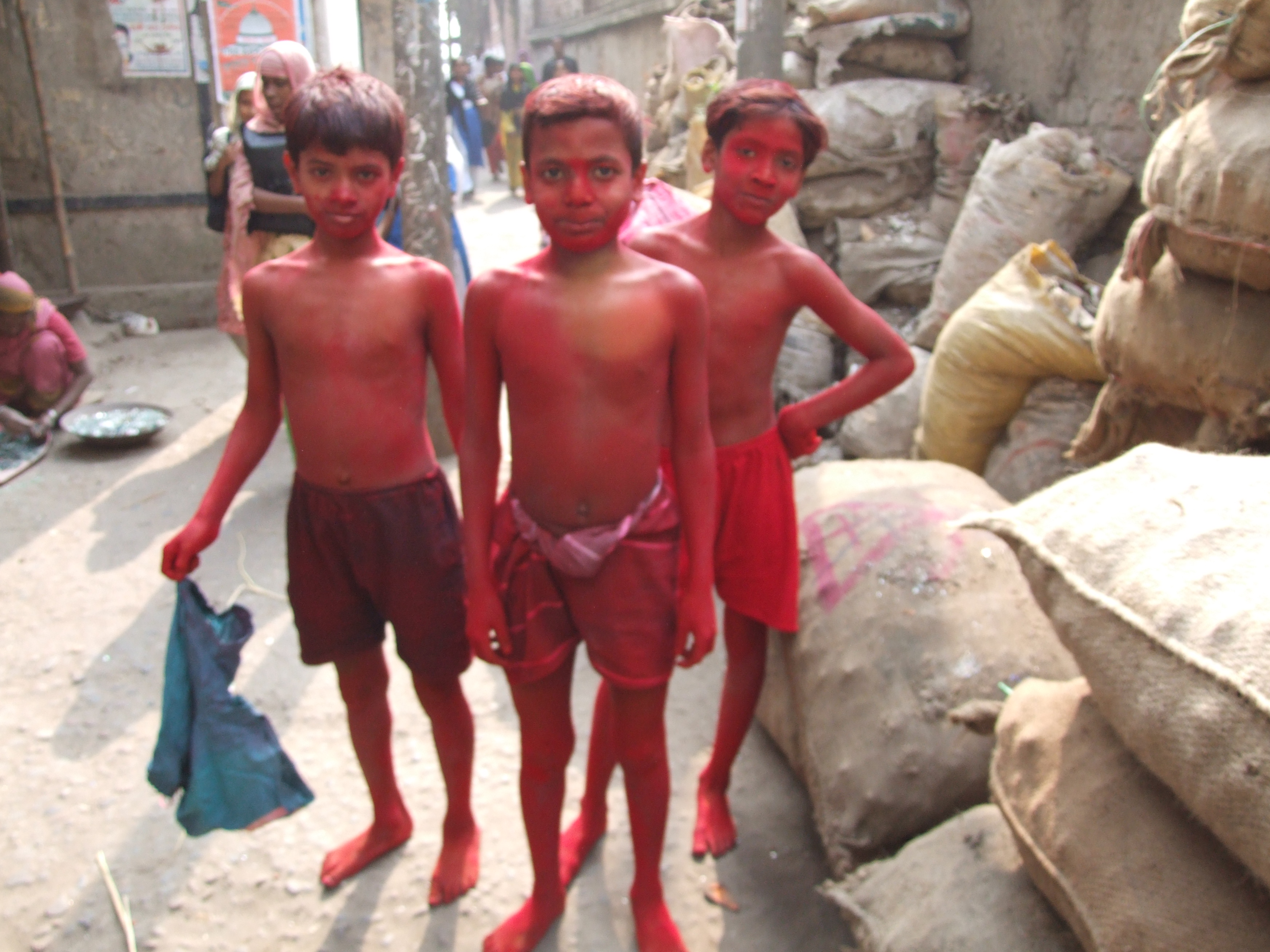
Tre pojkar i Indien efter en dags arbete.

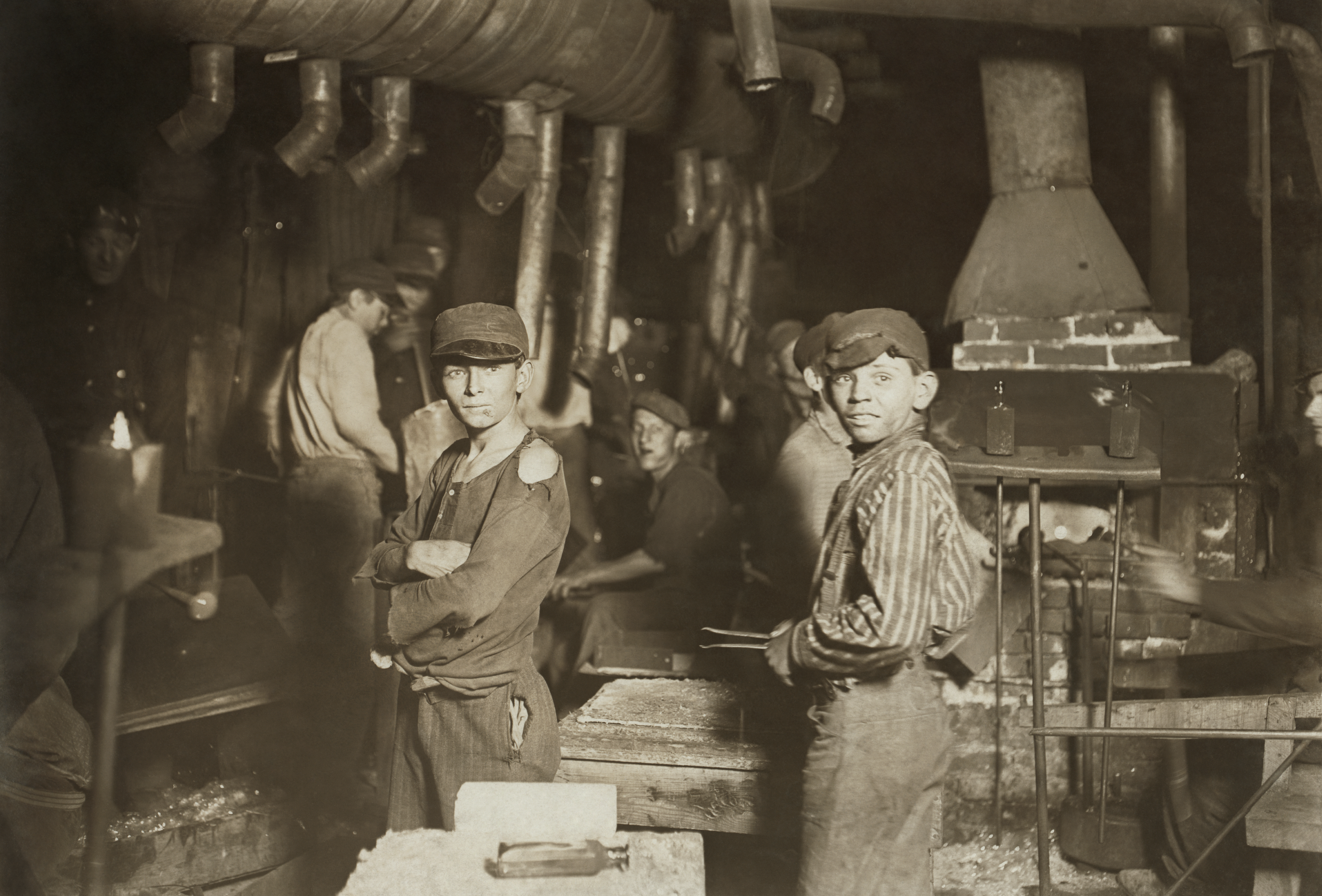
Barnarbetare i ett glasbruk i USA 1908. Foto Lewis Hine

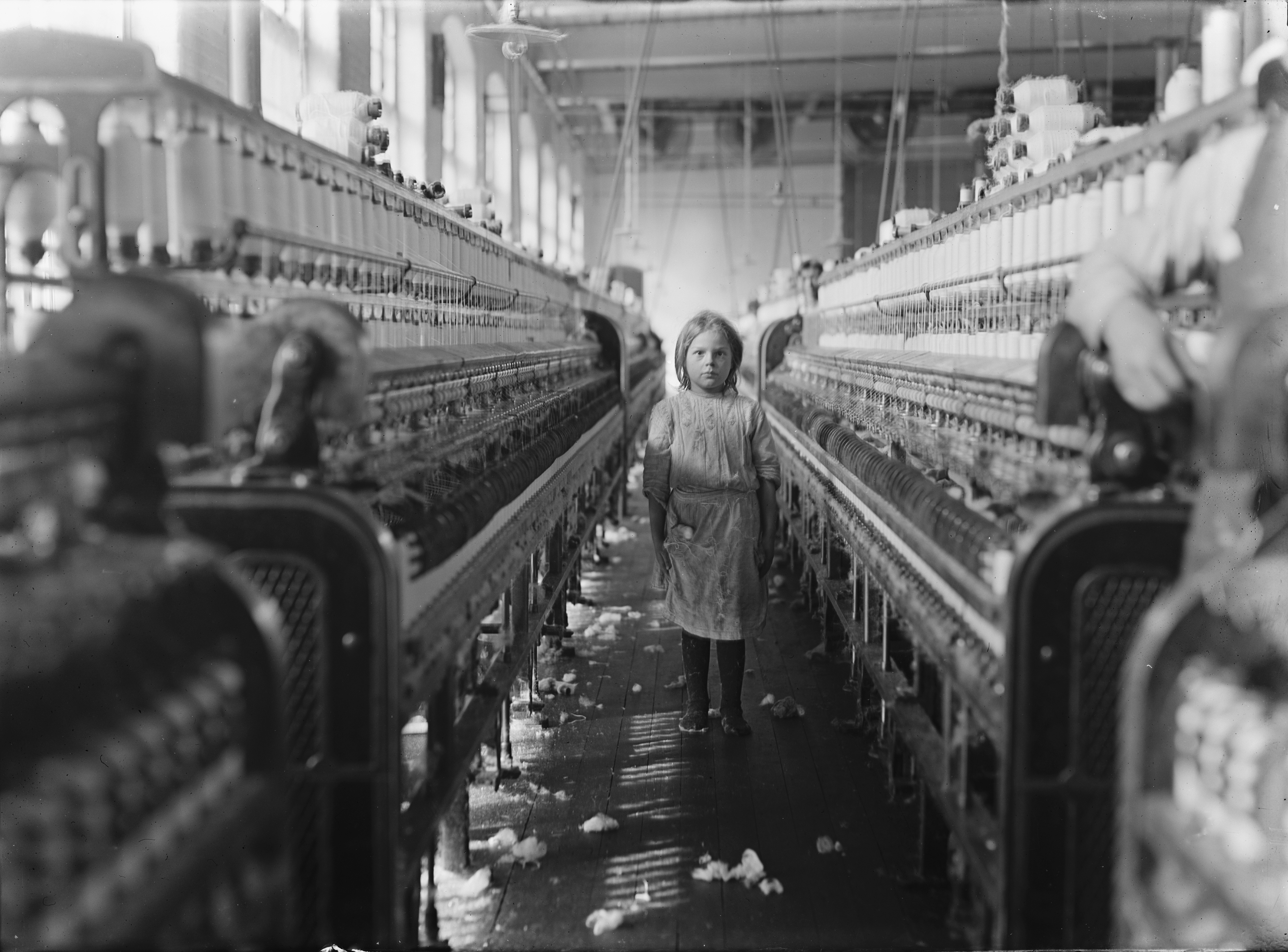
Barnarbetare i South Carolina, 1908. Foto Lewis Hine

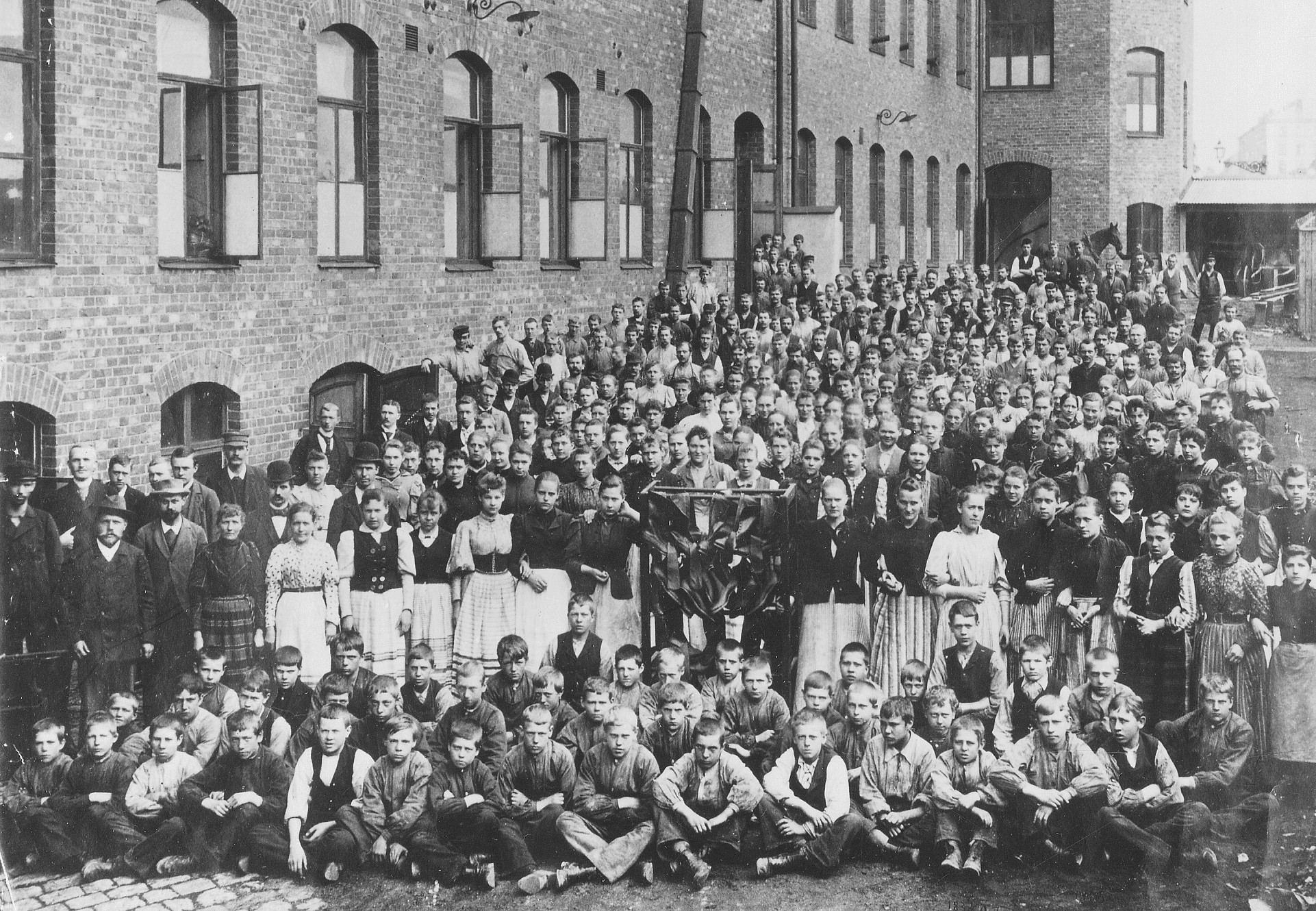
Barnarbetare (längst fram) på Stockholms Skofabrik, 1897.

Barnarbete är exploatering av barn genom arbete som hindrar deras skolgång eller är mentalt, fysiskt, socialt eller moraliskt skadligt. Sådan exploatering är förbjuden genom lagstiftning i hela världen, även om vissa undantag görs, för till exempel hushållsuppgifter eller att arbeta för fickpengar.
Barnarbete har förekommit genom större delen av människans historia men nådde sin topp under den industriella revolutionen, då barn arbetade under svåra förhållanden i smutsiga och osäkra fabriker med långa arbetsdagar. De fick lägre löner och hade små möjligheter att organisera sig i fackföreningar, vilket ofta hindrade dem från att gå i skolan och bidrog till en fattigdomscirkel. Under 1800-talet kämpade fackföreningar för att begränsa barnarbete och förbättra arbetsvillkoren. Ökade hushållsinkomster, tillgången till skolor och antagandet av barnarbetslagar har sedan dess lett till att barnarbete minskat framförallt i västvärlden.
Barnarbete är vanligast i världens fattigaste länder. Afrika söder om Sahara, som rymmer 27 av världens 28 låginkomstländer, har nu fler barn i barnarbete än resten av världen tillsammans. Majoriteten av barnarbetare finns i landsbygdsområden och informella urbana ekonomier, där de främst arbetar för sina föräldrar snarare än i fabriker. Fattigdom och brist på skolor betraktas som huvudsakliga orsaker till barnarbete.
Enligt Världsbanken minskade den globala förekomsten av barnarbete från 25 procent till 10 procent mellan 1960 och 2003. Trots denna nedgång förblir antalet barnarbetare högt. Enligt en rapport från ILO och Unicef från 2020 arbetar cirka 160 miljoner barn världen över, vilket motsvarar nästan ett av tio barn. Av dessa barn arbetar ungefär 70 procent inom jordbrukssektorn, vilket motsvarar cirka 112 miljoner barn. Cirka 20 procent arbetar inom tjänstesektorn, och de återstående 10 procenten inom industrin.

## Historia
I förindustriella samhällen arbetade barn ofta inom jordbruk, hushållssysslor och hantverk, så snart de kunde. Deras arbete var nödvändigt för deras egen och gruppens överlevnad, särskilt i samhällen med låg produktivitet och kort livslängd. Kunskap och färdigheter överfördes främst genom lärlingstid och direkt handledning av vuxna.
Med industrialismens framväxt i slutet av 1700-talet ökade det exploaterande barnarbetet kraftigt, särskilt i Storbritanniens växande industristäder. Barn så unga som fyra år arbetade långa dagar under farliga förhållanden i fabriker och gruvor, ofta för låga löner. Många tvingades arbeta på grund av fattigdom, och en stor andel av arbetskraften i vissa industrier bestod av barn.
Barnarbete minskade under 1800- och 1900-talen till följd av facklig kamp, stigande välstånd, lagstiftning, förändrad syn på barn samt tekniska framsteg. Mellan 1960 och 2003 sjönk andelen arbetande barn globalt från 25 till 10 procent.

## Förebyggande arbete
Nästan alla länder i världen har lagar som relaterar till och syftar till att förebygga barnarbete. ILO har hjälpt till att skapa internationella lagar som de flesta länder har undertecknat och ratificerat, däribland Konventionen om minimiålder för tillträde till arbete från 1973.
Forskare är oense om den bästa rättsliga vägen för att förebygga barnarbete. Vissa förespråkar lagar som helt förbjuder allt arbete för barn under 18 år. Andra menar att de nuvarande internationella lagarna är tillräckliga, och att andra metoder behövs. Barnarbete, menar de, är bara ett symptom på fattigdom. Om vi förbjuder det lagliga arbete som hjälper fattiga att överleva, kommer den informella ekonomin, olagliga verksamheter och svarta marknaden att växa.
Ett problem vid bekämpande av skadligt barnarbete är att barnens inkomster ofta är nödvändiga för familjens överlevnad. Det räcker därmed inte att endast förbjuda barnen att arbeta, utan de måste även ges ekonomiskt stöd så att familjen har råd att låta dem exempelvis studera. Ett uppmärksammat program i Mexiko ger föräldrar som skickar sina barn till skolan ett särskilt bidrag; för flickor ges ett högre bidrag för att bryta traditionen att endast låta pojkar gå i skolan.  

### Unicef
Unicef arbetar för att bekämpa fattigdom, förbättra utbildningsmöjligheter, stärka sjukvården och utveckla sociala trygghetssystem. Organisationen utbildar kvinnor för att öka familjernas inkomster, samt bygger skolor, bostäder och brunnar för rent vatten. Unicef informerar regeringar om deras skyldigheter och barns rättigheter samt genomför kampanjer för att påverka beslutsfattares behandling av gatubarn. Förutom förebyggande insatser driver Unicef projekt som särskilt syftar till att förbättra levnadsvillkor och framtidsutsikter för barn som lever på gatan. 

### Barnkonventionen
FN:s barnkonvention säger att barn, vilket definieras som personer under 18 år, skall "skyddas mot ekonomiskt utnyttjande och skadligt arbete". Däremot är inte arbetet i sig förbjudet.

## Barnarbete i Sverige
I Sverige infördes gradvis ökad skyddslagstiftning med början under 1800-talet. År 1833 infördes en lag om att barn under nio år inte fick arbeta. I jordbruket fortsatte dock barn arbeta in på 1900-talet. Ända till 1950-talet slutade många barn folkskolan som trettonåriga och blev då exempelvis lärlingar eller springpojkar. Idag påbörjar de allra flesta ungdomar gymnasiet och närmare hälften går vidare till högskolan.